# On the Run (album)
 (mars 2020).
Si vous disposez d'ouvrages ou d'articles de référence ou si vous connaissez des sites web de qualité traitant du thème abordé ici, merci de compléter l'article en donnant les références utiles à sa vérifiabilité et en les liant à la section « Notes et références ».
Pour les articles homonymes, voir On the Run.
Albums de Jay Chou
Still Fantasy
(2006) Capricorn
(2009)
On The Run (en chinois : 我很忙 ; pinyin : wǒ hěn máng) est le huitième album du chanteur taïwanais Jay Chou, officiellement sorti le 2 novembre 2007, mais présent dès le 31 octobre sur Internet. Il s'agit du premier album de Jay sorti sous sa nouvelle compagnie JVR Music.
1 070 000 copies vendues en Asie. Cowboy on the Run, Rainbow et Sunshine Homeboy ont figuré respectivement au 11e, 28e et 59e rang du top 100 des chansons de l'année de Hit FM.

## Liste des chansons
| 1.    | Cowboy On The Run (牛仔很忙 - Niú Zǎi Hěn Máng)               | 2:46 |
| 2.    | Rainbow (彩虹 - Cǎi Hóng)                                     | 4:21 |
| 3.    | Blue And White Porcelain (青花瓷 - Qīng Huā Cí)               | 3:57 |
| 4.    | Sunshine Homeboy (陽光宅男 - Yáng Guāng Zhái Nán)             | 3:40 |
| 5.    | Dandelion's Promise (蒲公英的約定 - Pú Gōng Yīng De Yuē Dìng) | 4:05 |
| 6.    | Unparalleled (無雙 - Wú Shuāng)                               | 3:51 |
| 7.    | I'm Not Worthy (我不配 - Wǒ Bú Pèi)                           | 4:46 |
| 8.    | Nonsensical (扯 - Chě)                                        | 3:28 |
| 9.    | Sweetness (甜甜的 - Tián Tián De)                             | 4:01 |
| 10.   | The Longest Movie (最長的電影 - Zuì Cháng De Diàn Yǐng)       | 3:55 |
| 39:10 |                                                               |      |

## Cinéma
Cowboy On The Run est utilisé dans la bande son du film L'Interview qui tue !.